# Кварто Инфериоре (Болоња)
Кварто Инфериоре (итал. Quarto Inferiore) је насеље у Италији у округу Болоња, региону Емилија-Ромања.
Према процени из 2011. у насељу је живело 1685 становника. Насеље се налази на надморској висини од 36 м.